# Victorine van Schaick
Victorine Florentine Henriëtte Eugenie van Schaick (Midlum, 4 juni 1917 - 16 januari 1976) was een Nederlandse bibliothecaresse. De Victorine van Schaickprijs is naar haar genoemd.

## Leven en werk
Victorine van Schaick werd geboren in een domineesgezin in het Friese Midlum, dat zich later in Soest zou vestigen. Ze volgde de HBS aan het Baarnsch Lyceum. Na haar eindexamen werd ze door dr. Jan Arend Vor der Hake, de toenmalige rector daarvan en bestuurslid van de Centrale Vereniging voor Openbare Leeszalen en Bibliotheken, aangemoedigd om voor het bibliotheekvak te kiezen. Van Schaick kreeg werk bij de Openbare Leeszaal in Utrecht, waar ze intern werd opgeleid onder leiding van directrice Elizabeth de Clercq, een gerespecteerd lid van de Nederlandse bibliotheekgemeenschap. Na een tijd werkzaam te zijn geweest bij de bibliotheek van de Binnenlandse Veiligheidsdienst, werd Van Schaick in 1951 bibliothecaresse van het Koninklijk Huisarchief. Vanaf 1959 tot 1972 was ze verbonden aan de Openbare Bibliotheek Amsterdam, waarna ze tot 1976 docente was aan de P.A. Tiele Academie, de toenmalige bibliotheekopleiding in Den Haag.
Van Schaick was tevens redactielid van de vakbladen De Openbare Bibliotheek (later Bibliotheek en Samenleving) en Bibliotheekleven (later Open). Verder was ze binnen het bestuur van de NVB actief als lid van de Subcommissie Titelbeschrijvingen en Alfabetiseren. Ook was ze lid van de Rijkscommissie van Advies inzake het Bibliotheekwezen.
Naast haar werk schreef Van Schaick artikelen over haar vakgebied. Ze trachtte in het bijzonder jongeren daarvoor te interesseren. Nadat ze in 1976 bij een verkeersongeluk om het leven was gekomen, werd door een aantal vakgenoten te harer nagedachtenis het Victorine van Schaick Fonds ingesteld, waaraan Van Schaicks familie haar gehele nalatenschap doneerde. Het fonds heeft tot doel jongeren te stimuleren om te kiezen voor het bibliotheek- en informatievak en de wisselwerking tussen de opleidingen daarvoor en de praktijk te vergroten. Daartoe reikt het sinds 1978 vrijwel ieder jaar de Victorine van Schaickprijs uit.